# Hesperocyparis goveniana
{{#ifeq:0|0|{{#if:|{{#if:Cupressusgoveniana|[[]}}|}}}}
Cupressus goveniana (Кипарис Ґовена) — вид хвойних рослин родини кипарисових.
Вид був названий Джорджем Гордоном на честь Джеймса Роберта Ґовена, секретаря садівницького товариства Лондона і, на той час, боса Гордона.

## Поширення, екологія
Країни поширення: Сполучені Штати Америки (Каліфорнія). Цей вид зустрічається в чапаралі, «соснових пустках», і відкритих соснових рідколіссях разом з Pinus attenuata, Pinus contorta, Pinus muricata, Pinus ponderosa, Pinus radiata, Pseudotsuga menziesii, Arctostaphylos, Quercus, Rhododendron, часто в гаях до 1000 дерев і більше; на оголеннях пісковика, білих або жовтих піщаних схилах, і вилуженій, практично пустому твердому шарі піску, де вид стає карликом. Висотний діапазон становить від близько рівнем моря до 1200 м над рівнем моря. Клімат середземноморського типу з сухим жарким літом, але у вузькій прибережній смузі охолоджується частими туманами і зимовими дощами.

## Морфологія
Кущ або невеликі дерево зазвичай до 10 м; крона від кулястої до колоноподібної, щільна або рідкісна. Кора гладка або шорстка, волокниста. Листова група темно-зелена з відтінком жовто-зеленого кольору. Листки лускоподібні, 2–5 мм в довжину, і росте на округлих (не сплощених) пагонах. Пилкові шишки 3–4 × 1,5–2 мм; пилкових мішечків 3–6; випускають пилок в лютому/березні. Шишки кулясті, 1–2,5(3) см, зелені спочатку й сірувато-коричневі, не тьмяні у зрілості, через 20–24 місяців після запилення; лусок 3–5 пари, гладкі. Насіння 3–4(5) мм, від темно-коричневого до чорного як смола кольору, іноді злегка сизуваті. Шишки залишаються закритими протягом багатьох років, відкриваючись тільки після того як батьківське дерево гине в лісовій пожежі, тим самим дозволяючи насінню колонізувати голу землю.

## Використання
У південній Європі її вирощують більш широко в садах і парках, і кілька сортів відомі, деякі з сумнівною близькістю до цього виду.

## Загрози та охорона
Урбанізація, сільське господарство (перетворення дикої землі на пасовища), а також зміни в режимі пожеж є загрозами цьому виду. Деякі (частини) груп населення перебувають в межах охоронних територій.